# 8720 Takamizawa
A 8720 Takamizawa (ideiglenes jelöléssel 1995 WE1) a Naprendszer kisbolygóövében található aszteroida. A. Nakamura fedezte fel 1995. november 16-án.